# Bardwell’s Ferry Bridge
Die Bardwell’s Ferry Bridge ist eine Linsenträger-Fachwerkbrücke im Bundesstaat Massachusetts der Vereinigten Staaten, die Conway mit Shelburne über den Deerfield River hinweg verbindet. Sie wurde 1882 errichtet und im Jahr 2000 in das National Register of Historic Places eingetragen.

## Beschreibung
Die in den Ausläufern der Green Mountains gelegene Brücke ersetzte bei ihrer Inbetriebnahme im späten 19. Jahrhundert eine in einem Sturm stark beschädigte Holzbrücke, die 1868 wiederum einen Fährendienst ersetzt hatte, der seit dem 18. Jahrhundert an gleicher Stelle von der Familie Bardwell betrieben worden war. Nach der Familie wurden die Brücke, der Straßenabschnitt und eine kleine Ansammlung von Wohnhäusern in der Nähe benannt.
Das aus Guss- bzw. Schmiedeeisen bestehende Fachwerk der etwas mehr als 60 m langen Brücke ist linsenförmig, weshalb es auch als Linsen-Fachwerk oder Elliptisches Fachwerk bezeichnet wird. Das gesamte Fachwerk ist an Portalen an beiden Seiten der Brücke verankert. Die Brücke befindet sich heute noch weitgehend im Originalzustand.

## Historische Bedeutung
Die Brücke ist eine der zehn noch in Massachusetts erhaltenen Brücken dieser Bauart; in den Vereinigten Staaten existierten um das Jahr 2000 insgesamt weniger als 50 von ihnen. Das linsenförmige Fachwerk war in Europa bereits seit gut zehn Jahren verbreitet, bevor in den 1850er-Jahren das erste amerikanische Patent auf diese Konstruktionsweise angemeldet wurde. Die Bardwell’s Ferry Bridge wurde nach Prinzipien gebaut, die William O. Douglas 1878 zum Patent angemeldet hatte.
Das Linsenträger-Fachwerk vereinte die mechanisch-physikalischen Vorteile von Bogen-, Hänge- und Fachwerkbrücken in einem einzigen strukturellen System. Die Entwickler bewarben das Design als „Sicherheit durch Redundanz“, obwohl die drei kombinierten Bauweisen zusammen tatsächlich keinerlei Stabilitätsverbesserung gegenüber anderen Bauformen aufwiesen. Die komplexe Optik und Bauweise erweckte den Anschein einer sehr sicheren Brücke und machte die Linsen-Bauform sehr populär.
Die elliptische Bauform der Bardwell’s Ferry Bridge beruht auf einem Patent des aus Binghamton, New York stammenden William O. Douglas, das er 1878 angemeldet hatte. Sein Patent war allerdings lediglich eine Variante des bereits bekannten Linsenträgers, der auf den Deutschen Georg Ludwig Friedrich Laves zurückging und 1839 erstmals verwendet wurde. Der britische Ingenieur Isambard Kingdom Brunel nutzte das Design ebenfalls bei der 1859 errichteten Royal Albert Bridge. Erste Patente dazu gab es in den USA bereits seit 1851, jedoch wurde durch das Patent von Douglas dessen Arbeitgeber Berlin Iron Bridge Co. aus East Berlin, Connecticut zum bundesweit einzigen Hersteller dieser Brückenform. Mit Ausnahme der von Gustav Lindenthal entworfenen Smithfield Street Bridge in Pittsburgh wurden alle in den USA heute noch bestehenden Linsenträger-Brücken von diesem Unternehmen hergestellt.
Am 10. Februar 2000 wurde die Brücke unter der Nummer 00000076 im National Register of Historic Places eingetragen.